# پارک ملی پری‌البروسیه
پارک ملی پری‌البروسیه (انگلیسی: Prielbrusye National Park) یک پارک ملی حفاظت‌شده در استان کاباردینو-بالکاریای کشور روسیه است.